# Toro Rosso STR2
Toro Rosso STR2 — гоночный автомобиль с открытыми колёсами команды Toro Rosso, построенный для выступления в сезоне 2007 года. Болид был построен на основе конструкции Red Bull RB3, главное отличие — вместо мотора Renault использовался мотор Ferrari.

## История
Дебют модифицированной версии STR2B состоялся на Гран-при Австралии 2008 года. Она использовалась командой в течение 5 гонок.

## Результаты выступлений в Формуле-1
| Год  | Шасси            | Двигатель      | Шины | Пилоты  | 1    | 2    | 3    | 4    | 5    | 6    | 7   | 8    | 9    | 10   | 11   | 12  | 13  | 14   | 15   | 16  | 17   | 18  | Место | Очки |
| ---- | ---------------- | -------------- | ---- | ------- | ---- | ---- | ---- | ---- | ---- | ---- | --- | ---- | ---- | ---- | ---- | --- | --- | ---- | ---- | --- | ---- | --- | ----- | ---- |
| 2007 | Toro Rosso STR2  | Ferrari 056 V8 | B    |         | АВС  | МАЛ  | БАХ  | ИСП  | МОН  | КАН  | США | ФРА  | ВЕЛ  | ЕВР  | ВЕН  | ТУР | ИТА | БЕЛ  | ЯПО  | КИТ | БРА  |     | 7     | 8    |
| 2007 | Toro Rosso STR2  | Ferrari 056 V8 | B    | Льюцци  | 14   | 17   | Сход | Сход | Сход | Сход | 17  | Сход | 16   | Сход | Сход | 15  | 17  | 12   | 9    | 6   | 13   |     | 7     | 8    |
| 2007 | Toro Rosso STR2  | Ferrari 056 V8 | B    | Спид    | Сход | 14   | Сход | Сход | 9    | Сход | 13  | Сход | Сход | Сход |      |     |     |      |      |     |      |     | 7     | 8    |
| 2007 | Toro Rosso STR2  | Ferrari 056 V8 | B    | Феттель |      |      |      |      |      |      |     |      |      |      | 16   | 19  | 18  | Сход | Сход | 4   | Сход |     | 7     | 8    |
| 2008 | Toro Rosso STR2B | Ferrari 056 V8 | B    |         | АВС  | МАЛ  | БАХ  | ИСП  | ТУР  | МОН  | КАН | ФРА  | ВЕЛ  | ГЕР  | ВЕН  | ЕВР | БЕЛ | ИТА  | СИН  | ЯПО | КИТ  | БРА | 6     | 39   |
| 2008 | Toro Rosso STR2B | Ferrari 056 V8 | B    | Бурде   | 7    | Сход | 15   | Сход | Сход |      |     |      |      |      |      |     |     |      |      |     |      |     | 6     | 39   |
| 2008 | Toro Rosso STR2B | Ferrari 056 V8 | B    | Феттель | Сход | Сход | Сход | Сход | 17   |      |     |      |      |      |      |     |     |      |      |     |      |     | 6     | 39   |

| Легенда к таблице |                                                                    |
| --- | ------------------------------------------------------------------ |
| В таблице перечислены результаты всех Гран-при Формулы-1, в которых использовался автомобиль. Строками таблицы являются сезоны, столбцами — этапы чемпионата мира. В каждой клетке указаны сокращённое название этапа и результат, дополнительно обозначенный цветом. Расшифровка обозначений и цветов представлена в нижеследующей таблице. |                                                                    |
| \| Пример \| Описание \| \| ------------ \| ------------------------------------------------------------------ \| \| 1 \| Победитель \| \| 2 \| Второе место \| \| 3 \| Третье место \| \| 5 \| Финишировал, заработав очки \| \| Сход \| Не финишировал, но при этом заработал очки \| \| 12 \| Финишировал, не получив очков \| \| НКЛ \| Финишировал, но не попал в финальную классификацию \| \| 15 \| Участвовал вне зачёта, либо по отдельной классификации \| \| 18 \| Не финишировал, но попал в финальную классификацию \| \| Сход \| Не финишировал \| \| НКВ \| Не прошёл квалификацию \| \| НПКВ \| Не прошёл предквалификацию \| \| ДСК \| Дисквалифицирован \| \| ИСК \| Исключён из протокола соревнований \| \| ТТ \| Заявлен для участия только в тренировках \| \| НС \| Участвовал в квалификации, но не стартовал в гонке \| \| Т \| Травмирован или болен \| \| ОТК \| Отказ от участия \| \| НТР \| Прибыл на соревнования, но на трассу не выезжал \| \| НПР \| Был заявлен в числе участников, но не прибыл к началу соревнований \| \| О \| Соревнования отменены \| \| \| Не участвовал \| \| Поул-позиция \| \| \| Быстрый круг \| \| |                                                                    |
| Пример | Описание                                                           |
| 1 | Победитель                                                         |
| 2 | Второе место                                                       |
| 3 | Третье место                                                       |
| 5 | Финишировал, заработав очки                                        |
| Сход | Не финишировал, но при этом заработал очки                         |
| 12 | Финишировал, не получив очков                                      |
| НКЛ | Финишировал, но не попал в финальную классификацию                 |
| 15 | Участвовал вне зачёта, либо по отдельной классификации             |
| 18 | Не финишировал, но попал в финальную классификацию                 |
| Сход | Не финишировал                                                     |
| НКВ | Не прошёл квалификацию                                             |
| НПКВ | Не прошёл предквалификацию                                         |
| ДСК | Дисквалифицирован                                                  |
| ИСК | Исключён из протокола соревнований                                 |
| ТТ | Заявлен для участия только в тренировках                           |
| НС | Участвовал в квалификации, но не стартовал в гонке                 |
| Т | Травмирован или болен                                              |
| ОТК | Отказ от участия                                                   |
| НТР | Прибыл на соревнования, но на трассу не выезжал                    |
| НПР | Был заявлен в числе участников, но не прибыл к началу соревнований |
| О | Соревнования отменены                                              |
| | Не участвовал                                                      |
| Поул-позиция |                                                                    |
| Быстрый круг |                                                                    |